# Rudolf Kimla
Rudolf Kimla (vlastím jménem Rudolf Jan Nepomuk Kymla) (9. prosince 1866 Smíchov – 14. února 1950 Praha) byl český lékař, patolog, anatom, odborný autor a vysokoškolský pedagog, profesor Karlo-Ferdinandovy univerzity, v letech 1919–1920 a 1926–1927 děkan lékařské fakulty UK, a v letech 1936–1937 také rektor univerzity.

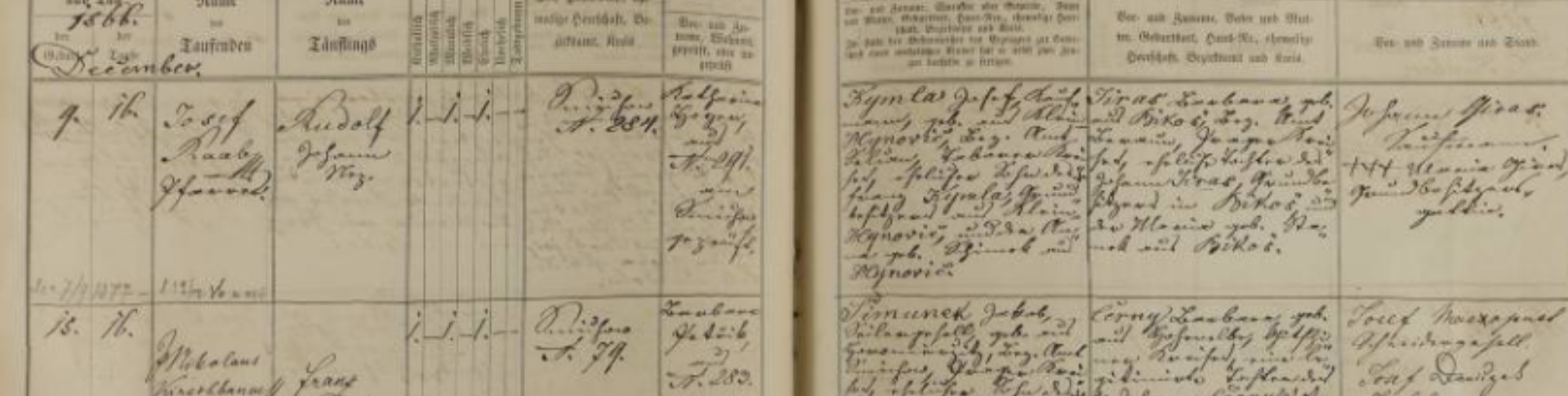
Matriční záznam o narození a křtu

## Život
Narodil se na Smíchově u Prahy. Po absolvování gymnázia nastoupil na lékařskou fakultu Karlo-Ferdinandovy univerzity, kde byl mj. žákem profesora Hlavy. Odpromoval roku 1891, poté nastoupil Patologicko-anatomickém ústavu. Absolvoval také zahraniční vědeckou stáž v laboratořích ve Štrasburku, Paříži a na dalších místech.
V roce 1919 se stal přednostou Ústavu všeobecné patologie, v roce 1925 se opětovně vrátil do Patologicko-anatomického ústavu, který posléze vedl. Odborné své práce uveřejnil jednak v publikacích Akademie věd, Sborníku lékařském či v Časopise lékařů českých. V rámci své badatelské činnosti se zabýval také bakteriologií, mj. dětské tuberkulózy.
V letech 1919–1920 a 1926–1927 vykonával funkci děkana 1. lékařské fakulty Univerzity Karlovy, v období let 1936–1937 potom působil jako její rektor.
Rudolf Kimla zemřel 14. února 1950 v Praze ve věku 83 let.
Byl ženatý s Annou Kimlovou, rozenou Hůrkovou.